# Eduard Böhmer (Politiker)
Eduard Theodor Böhmer (* 29. August 1829 in Telgte; † 23. Dezember 1872 in Neuwied) war ein deutscher Richter und Reichstagsabgeordneter.

## Leben
Eduard Böhmer begann an der Ludwig-Maximilians-Universität München Rechtswissenschaft zu studieren. 1849 wurde er im Corps Franconia München aktiv. Als Inaktiver wechselte er an die Ruprecht-Karls-Universität Heidelberg und die Friedrich-Wilhelms-Universität zu Berlin. Danach schlug er die juristische Beamtenlaufbahn ein. Er durchlief die Laufbahn als Referendar, Assessor und Gerichtskommissar in Münster, Warendorf, Dorsten und in den Hohenzollernsche Landen. Schließlich wurde Böhmer 1867 bis 1872 Kreisrichter in Neuwied.
1867–1872 wurde er zweimal in das Preußische Abgeordnetenhaus gewählt. In der 10. Wahlperiode gehörte er dort dem linken Zentrum und anschließend in der 11. Wahlperiode bis zu seinem Tode den Nationalliberalen an. Beide Male vertrat Böhmer den Wahlkreis Regierungsbezirk Koblenz 2 (Altenkirchen (Westerwald) und Neuwied).
1871/72 vertrat Böhmer den Wahlkreis Koblenz 2 (Neuwied) im Reichstag (Deutsches Kaiserreich). Dort gehörte er den Nationalliberalen an. In dieser Zeit war Böhmer Schriftführer. Er starb mit 43 Jahren.